# 卡斯泰尔塞普廖
卡斯泰尔塞普廖（義大利語：Castelseprio），是意大利瓦雷泽省的一个市镇。总面积3平方公里，人口1284人，人口密度428.0人/平方公里（2009年）。国家统计（ISTAT）代码为012044。